# Épopée en Amérique
Épopée en Amérique est une émission de télévision documentaire québécoise en treize épisodes d'environ 52 minutes réalisée par Gilles Carle et diffusée du 13 janvier au 7 avril 1997 à Télé-Québec,.
Cette série récompensée de trois Prix Gémeaux est narrée par l'historien Jacques Lacoursière.

## Synopsis
Le documentaire retrace l'histoire du Québec depuis les débuts de la colonie jusqu'à l'époque contemporaine.

## Fiche technique
- Réalisation : Gilles Carle
- Production : Gabor Kertesz, Pierre Paquet et Chantale Bujold
- Narration et recherche du contenu historique : Jacques Lacoursière
- Scénario : Gilles Carle, Camille Coudari, Jacques Lacoursière
- Musique : Jean Delorme

## Épisodes
1. Vaincre la mer (1534 - 1608)
2. Naissance d'une colonie (1608 - 1700)
3. Explorer un continent (1608 - 1743)
4. L'habitant (1608 - 1760)
5. Victoires et défaites (1629 - 1760)
6. Vaincre la défaite (1760 - 1800)
7. Rébellions (1800 - 1840)
8. Union et désunion (1840 - 1867)
9. Au pays du compromis (1864 - 1896)
10. Modernité et prospérité (1892 - 1929)
11. Enfin la guerre (1929 - 1945)
12. Le temps de Duplessis (1945 - 1959)
13. S'inventer une culture (1945 - 1960)

## Récompenses
- Prix Gémeaux 1997: Meilleur Documentaire
- Prix Gémeaux 1997: Meilleure réalisation : série documentaire, émission ou série d’information (Gilles Carle)
- Prix Gémeaux 1997: Meilleure recherche : documentaires toutes catégories, émission ou série d’information (Ginette Beauchemin, Pascale Bilodeau, Jacques Lacoursière)

## VHS, DVD et aujourd'hui
La série était d'abord disponible en coffret de sept cassettes VHS après sa télédiffusion.
Elle a été disponible au Canada en coffret de 4 DVD par la suite comprenant également tous les épisodes de la série.
La société de distribution Imavison ayant plus tard fait faillite en 2014, aucun nouveau coffret DVD n'est fabriqué et la série tombe dans l'oubli.
On peut toutefois se procurer le coffret VHS ou DVD usagé sur des sites comme Ebay ou Amazon.

## Fascicules
Une série de 20 fascicules est publiée sous le titre: Épopée en Amérique : notre histoire à lire et à collectionner.